# Plod harlekýn

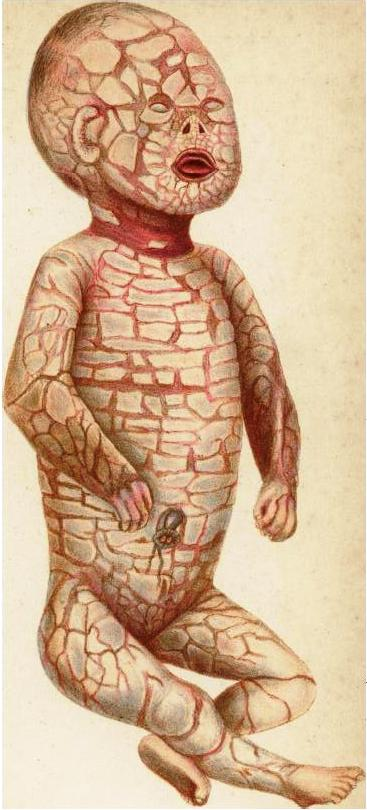
Plod Harlekýn, litografie 1886

Plod harlekýn (také harlekýnská ichtyóza, Harlequin-type ichthyosis, harlequin ichthyosis, ichthyosis congenita, ichthyosis fetalis, keratosis diffusa fetalis, zkratkou HTI)  je kožní, vrozené, autozomálně recesivní onemocnění řadící se v nomenklatuře MNK/ICD jako Q.80.4. Jedná se o nejzávažnější formu ichtyózy, která se vyznačuje především nadměrným hromaděním keratinu v pokožce plodu; jedná se tedy o poruchu rohovění. 
Postižení jedinci mají silně ztvrdlou šedavou či žlutavou kůži, která je rozpraskaná do šupin, mezi nimiž se otevírají hluboké trhliny. Ty silně a bolestivě omezují pohyb a obnažují krvácející tkáň, což extrémně zvyšuje riziko bakteriální nákazy a kontaminace, takže je pacient v neustálém nebezpečí smrtelné infekce. 
Závažnost HTI je rozdělena do tří úrovní, z nichž druhá a třetí jsou vždy letální.
Označení harlequin-type bylo odvozeno z charakteristického výrazu tváře (eclabium) a velkých světlých šupin, které se v kombinaci s krvavými trhlinami podobají vzoru na tkaninách dvorních šašků (Arlecchino). Grotesknost zjevu harlekýna je v ostrém rozporu se závažností jeho stavu.
Choroba může být diagnostikována již v děloze za využití metody, tzv. biopsie choria (obvykle se vzorek odbírá v 11.–14. týdnu těhotenství), kdy lékař odebíra vzorek placenty, morfologickou analýzou plodové vody (amniocentéza). Lékaři mohou také rozpoznat první projevy onemocnění za pomoci ultrazvuku a tím určit zdravotní stav plodu; tato metoda má výhodu v tom, že je neinvazivní.

## Projevy

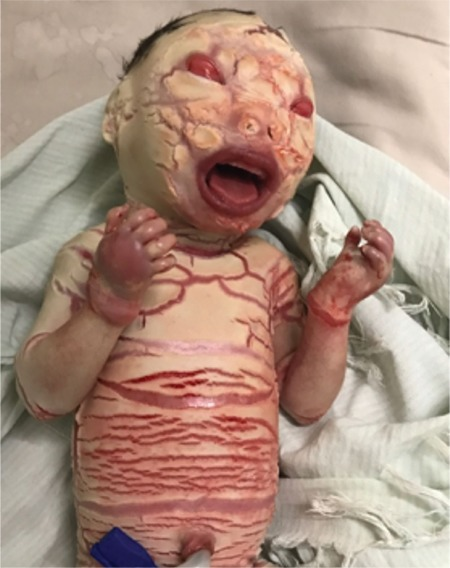
Novorozenec s harlekýnskou ichtyózou

Vedle primárního postižení kůže patří mezi projevy onemocnění především kraniofaciální deformace, způsobené tlakem a nepružností hrubých šupin – slabě vyvinuté nebo zcela zakrnělé uši, nos a oční víčka. Ta jsou postižena ektropiem, oční spojivky jsou zasažené chemózou a bulvy tedy nejsou zvnějšku viditelné, navíc jsou vysoce citlivé k poškození, v mnoha případech bývají i zcela nefunkční. Rty roztažené přes přední část čelisti suchou, nepružnou pokožkou, jsou strnulé v širokém úšklebku, tzv. eklabiu. Paže, chodidla, a prsty bývají oteklé a deformované tak, že je nelze ohýbat. Vlasy a nehty jsou hypotrofické. Občas byly zaznamenány i případy polydaktylie. 
Postižená kůže selhává ve svých základních funkcích jako je vnější ochrana organismu, termoregulace a látková výměna. Svou nepružností a bolestivostí také velmi omezuje plicní dýchání (roztahování a smršťování hrudního koše) a stav může vést až k zástavě dechu. Kromě přehřívání způsobuje HTI i dehydrataci, protože harlekýnská kůže velmi špatně zadržuje vodu.

## Léčba a prognóza

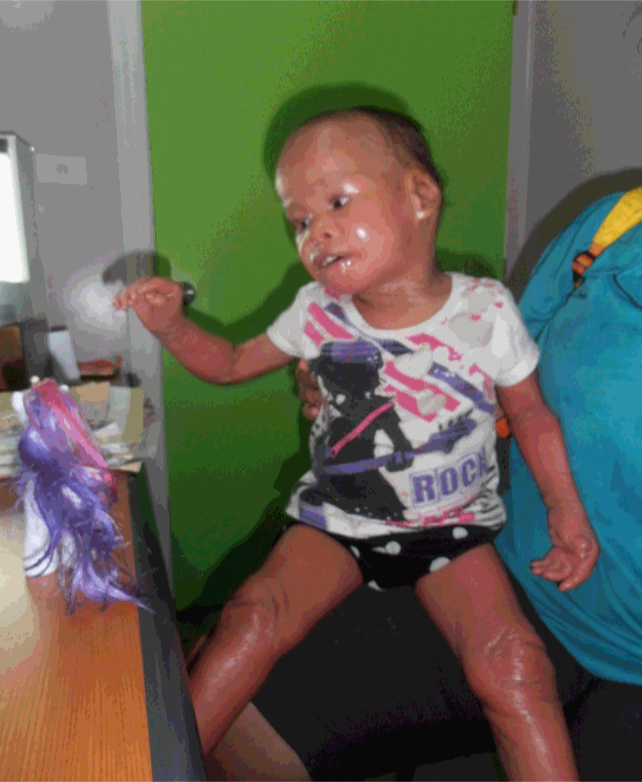
Tříletá dívka se symptomaticky léčenou HTI

V minulosti byla tato choroba, vzhledem k nedostatečným možnostem medicíny a hygieny, prakticky vždy smrtelná. Postižení umírali krátce po porodu, přičemž dehydratace, infekce, sepse a omezená respirace ukončovala život těchto dětí velmi bolestivou cestou. I když jsou totiž harlekýni většinou po narození dočasně slepí a hluší (dokud jejich smyslové orgány nejsou zpřístupněny), jejich schopnost cítit bolest je plně zachována. Novorozenci postižení touto poruchou při prvním stupni závažnosti nepřežívali ani období jednoho týdne, a při těžších formách nemoci žili pouze několik hodin. Značný podíl postižených HTI ostatně bývá samovolně potracen.
Ani dnes tuto nemoc nelze vyléčit, pouze je možné zmírňovat symptomy. V moderní době existují přípravky jako isotretinony, které umožňují stav pokožky zlepšit alespoň do únosného stavu. Harlekýn vyžaduje neustálou péči a každodenní ošetřování a promašťování kůže, a velkou opatrnost při kontaktu s vnějším prostředím. Díky lepším možnostem terapie jsou dnes známy výjimečné případy, kdy pacienti přežili dětství až do období adolescence, případně i dospělosti.

## Příčiny vzniku
Jako hlavní činitel ve vzniku onemocnění HTI se dnes v lékařské genetice uvažují mutace genu ABCA12, který je lokalizován v 2. chromozómu, konkrétně v dlouhém (q) rameni. Pokud tento gen není v genotypu fetu obsažen, nebo je zde ho velmi omezené množství, pak nadále zapříčiňuje nespočetné množství problémů s vývojem epidermis v prenatálním i postnatálním období. Funkce ABCA12 spočívá především v udávání pokynů pro produkci bílkoviny, zvané (ABC) - ATP-Binding cassete, což je v podstatě přenašeč bílkovin, nesoucích molekulární materiál přes buněčné membrány. Hlavní rolí ABCA12 je však obzvláště správný přenos tuků do buněk, tvořících se v nejsvrchnějších vrstvách pokožky (epidermis) a nenarušený přenos tuků v buňkách je pro zdravý vývoj kůže nezbytný, neboť předchází vzniku efektivní ochrany vůči infekcím a ztrátě tekutin. Nedostatečná rychlost, či zcela nesprávný přenos tuků je tedy původcem téměř všech kongenitálních kožních chorob. Pokud je tato chyba zapříčiněna mutací genu ABCA12, kdy je tento přenos z hlediska funkce nejpatičtější, následuje rozvoj HTI, nebo další závažné kožní choroby, Lamelární ichthyózy typu 2, která sice svojím vlivem na novorozence není natolik nebezpečná a ohrožující jako HTI, nicméně jde rovněž o vážnou vývojově vrozenou vadu.

## Význační pacienti
- Andrea Aberle (1969–2021), s nemocí se dožila rekordního věku 51 let.
- Nusrit Shaheen (* 1984) je nejstarší žijící osobou trpící touto nemocí. Pochází z rodiny pákistánského původu a žije ve Velké Británii, z jejích osmi sourozenců se u čtyř dalších nemoc rovněž projevila, zemřeli však už v dětském věku.
- Ryan Gonzalez (* 1986) je nejstarším žijícím mužem s touto nemocí a nejstarším pacientem v USA.
- Stephanie Turner (1993–2017)[1] byla druhým nejstarším člověkem s touto nemocí v USA a první takovou ženou na světě, která porodila.[2] Její dvě děti nemocí nejsou postiženy (avšak jsou nositeli zmutovaného genu) – k jejich onemocnění by bylo nutné, aby byl nositelem genu i jejich otec.